# محمد محمدزاده تیتکانلو
محمد محمدزاده تیتکانلو (متولد ۱۳۴۳ در بجنورد)، عکاس، داگریّن، نقاش، محقق تاریخ عکاسی و هنر می‌باشد و مهم‌ترین فعالیت‌های هنری و علمی وی در باب عکاسی و نقاشی به قرار ذیل می‌باشد:
ابداع شیوه نقاشی «کهن نگاری» در دهه ۶۰ با مجموعه «مشروطه خواهان» و «ریز نقش‌های باستانی» (توضیحات اختصاری دربارهٔ این شیوه در انتهای این صفحه آمده‌است)
احیای شیوة عکاسی داگرئوتیپ در ایران، برگزاری نمایشگاه‌ها و گارگاه با شیوة داگرئوتیپ برای نخستین بار در کشور، تألیف و نشر کتاب و مقالات دربارة داگرئوتیپ و ارتقاء این فرایند با ابداعات و اختراعات نو از جمله ابداع شیوه عکاسی "میم داگ" که دارای چهار گام و فرایند مستقل با عنوان "دیجیتال داگرئوتیپ"، "آنالوگ داگرئوتیپ"، " تری دی داگ 3D dag" و "پولاریزه یا قطبش داگرئوتیپ" می‌باشد.
اولین نمایشگاه داگرئوتیپ ایران در موزة عکسخانه شهر تهران، بهار ۱۳۹۲ برگزار گردید و داگهایی از معماری باستانی ایران در نمایشگاهی با عنوان «داگرئوتیپ‌های شرقی» پاییز ۱۳۹۲ در نگارخانة «آذر نور» مشهد به نمایش عموم درآمد. نخستین کارگاه داگرئوتیپ نیز در بهار ۱۳۹۲ در موزة عکسخانة شهر تهران برگزار شد و داگرئوتیپی از روی تصویر ستارخان، با شیوة ابداعی «میم داگ» در جمع حاضران به ثبت رسید. هم‌اکنون نیز عکس «سعدیة شیراز» از مجموعة داگهای «معماری باستانی» از محمدزاده در موزة ملی عکس ایران موجود است که با شیوة میم داگ در گام قطبی برداشته شده‌است. تألیفات محمدزاده عبارتند از: کتاب «کُهن پرتره‌های تاریخ عکاسی ایران» ۱۳۸۸، کتاب عکس «رستاخیز درارمنستان» ۱۳۸۸، کتاب «نخستین داگرئوتیپ‌های معاصر ایران» ۱۳۸۹، کتاب «سیاحان عکاس در خراسان» ۱۳۹۳، کتاب تاریخ داگرئوتیپ ایران ۱۳۹۳ همچنین تألیف بیش از ۶۰ مقاله با موضوع «تاریخ عکاسی»، «هنر» و چاپ آنان در نشریات معتبر مختصری از فعالیت‌های ایشان می‌باشد.
ابداعات نو در حیطه عکاسی داگرئوتیپ و ادغام تکنولوژی باستانی عکاسی با عکاسی مدرن یکی از مهم‌ترین فعالیت‌های محمدزاده در کشور و حتی در جهان می‌باشد این ابداعات اگر در کشور بین اصحاب هنر عکاسی و حتی متصدیان عکاسخانه‌ها باب شود، عکاسی فاخر خاص کشورایران می‌تواند بصورتی بی نظیر جهانی شود.

## ابداعات نو در عرصه داگرئوتیپ
احیای داگرئوتایپ در ایران و همچنین ابداع عکاسی داگرئوتیپ به روش «میم داگ» (دیجیتال داگرئوتیپ و ابداع مایع و فیلم محافظ داگرئوتیپ به جای گلدینگ و ابداع «دستگاه داگ‌ساز» (Exposure Unit) برای استفاده در روش میم داگ.

## آثار داگرئوتیپ
تألیفات استاد محمد محمدزاده تیتکانلو: ۵ کتاب با موضوع تاریخ عکاسی از جمله «نخستین داگرئوتیپ‌های معاصر ایران»، به همراه تألیف و نگارش بیش از ۶۰ مقاله در رابطه با عکاسی و عکاسی داگرئوتیپ از فعالیت‌های او در زمینهٔ عکاسی است. از مقاله‌های وی در حوزه داگرئوتیپ می‌توان به موارد ذیل اشاره کرد:
1. علل یافت نشدن داگرئوتیپ در ایران.[۲]
2. تأثیرات فرهنگی ایران در ابداع عکاسی کالوتایپ.[۳]
3. تصویر ایرانیان در داگرئوتیپ‌های خارجی.[۴]
4. شناسنامه‌ای برای یک نقاشی داگرئوتیپ.
5. معرفی یک داگرئوتیپ زنده از ریشار خان.

وی همچنین ۴ نمایشگاه انفرادی عکس و بیش از ۲۰ نمایشگاه گروهی شرکت کرده‌است.

## فعالیت‌های هنری
1. اولین نمایشگاه داگرئوتیپ در ایران - موزه عکسخانه شهر.[۵]
2. دومین نمایشگاه داگرئوتیپ در ایران - مشهد.[۶]
3. نخستین ورک شاپ داگرئوتیپ در ایران - موزه عکسخانه شهر.[۷]
4. مجموعه عکس داگرئوتیپ معماری باستانی ایران.
5. مجموعه عکس داگرئوتیپ پرتره‌های جاودانه از هنرمندان و فرهیختگان ایران. همراه با گزارش تصویری پشت صحنه.[۸]
6. ثبت داگرئوتیپ آیدین آغداشلو،[۹] پروفسور سید حسن امین،[۱۰] محمود دولت‌آبادی، جلال خالقی مطلق، داریوش شایگان، شمس لنگرودی، لوریس چکناواریان، سیمین بهبهانی، عزت‌الله انتظامی، جمشید مشایخی، محمد علی کشاورز، اکبر زنجان پور، جواد مجابی، شهرام ناظری، بهمن فرمان آرا، منوچهر اسماعیلی، ناصر ملک مطیعی، هنگامه قاضیانی،[۱۱] مسعود کیمیایی،[۱۲] دکتر محمد ستاری[۱۳] توسط استاد محمد محمدزاده تیتکانلو
7. داگرئوتیپ معاصر از نظر دکتر محمد ستاری.[۱۴]

## جدول کاربُرد مواد در فرایند «میم داگ»
1. جدول کاربُرد مواد در فرایند «میم داگ» و شیوه‌های دیگر داگرئوتیپ[۱۵]